# نصف‌النهار ۱۵ درجه غربی
نصف‌النهار ۱۵ درجه غربی پانزدهمین نصف‌النهار غربی از گرینویچ است که از لحاظ زمانی ۱ساعت و ۰دقیقه با گرینویچ اختلاف زمانی دارد.
این نصف‌النهار از قطب شمال شروع و از مناطق زیر گذشته و به قطب جنوب ختم می‌شود.
- قاره آفریقا
- گرینلند
- اقیانوس اطلس